# Östorp och Ådran
Östorp och Ådran è un'area urbana della Svezia situata nel comune di Huddinge, contea di Stoccolma.
La popolazione risultante dal censimento 2010 era di 244 abitanti .